# Discodes tamaricicola
Discodes tamaricicola is een vliesvleugelig insect uit de familie Encyrtidae. De wetenschappelijke naam is voor het eerst geldig gepubliceerd in 1974 door Sugonjaev & Babaev.